# Graafschap Hohnstein
Het graafschap Hohnstein (Honstein, Hohenstein) was een tot de Opper-Saksische Kreits behorend graafschap binnen het Heilige Roomse Rijk.

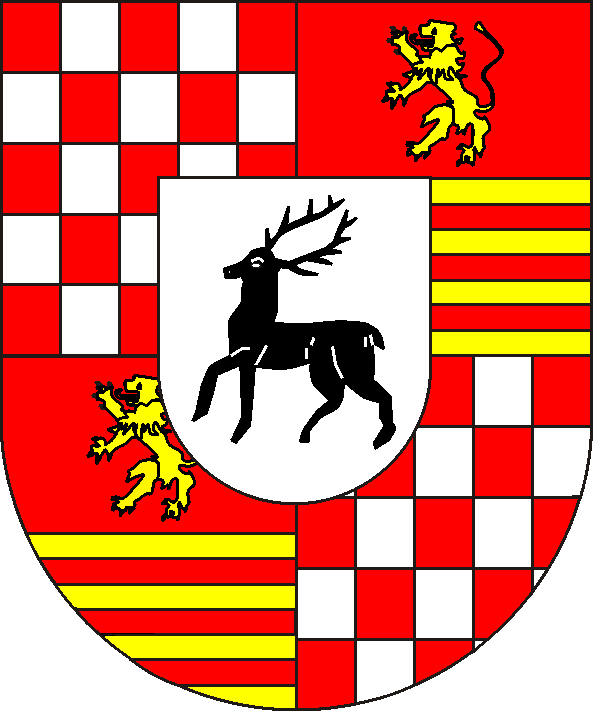
graven van Hohnstein
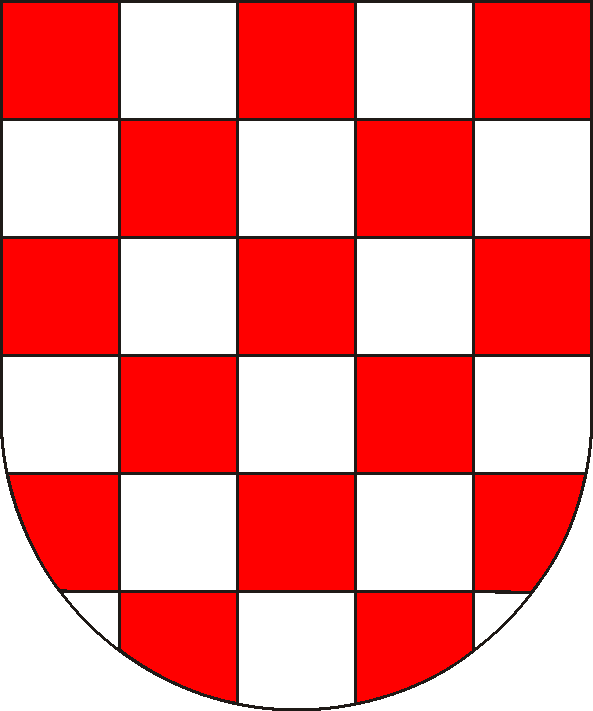
graafschap Hohnstein
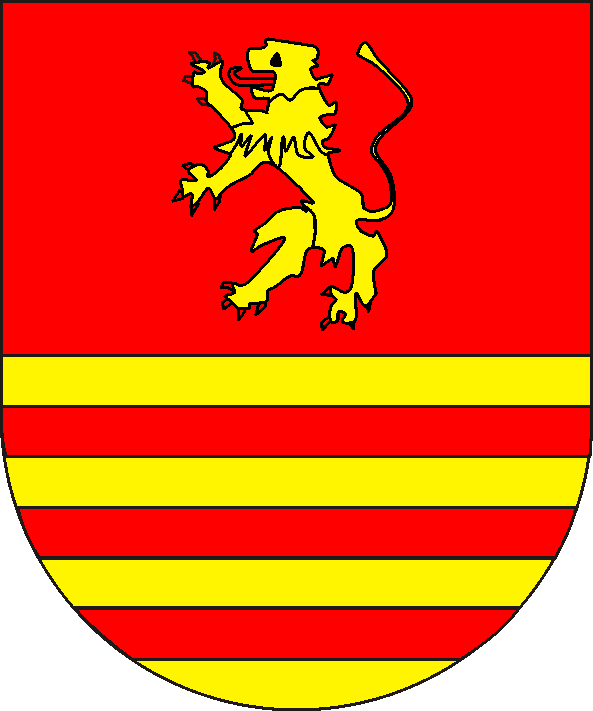
graafschap Lohra
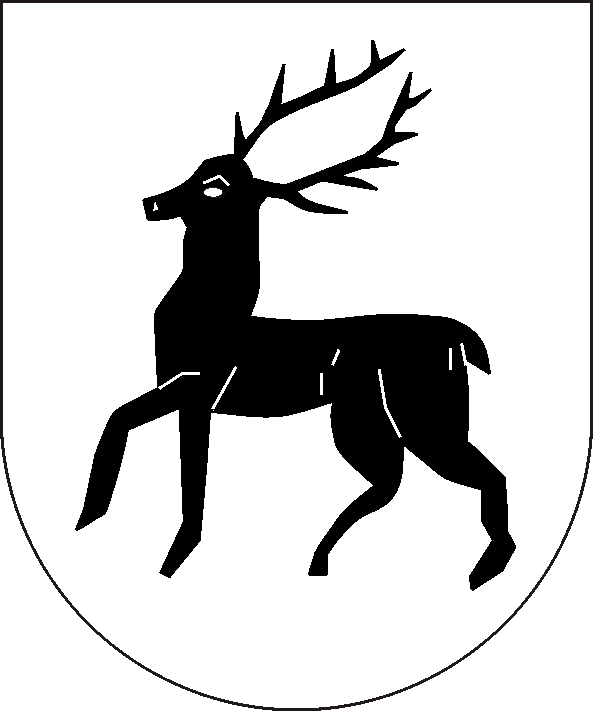
graafschap Klettenberg

De familie is sinds 1154 bekend als edele van Ilfeld. In 1155 voerden ze de graventitel. Na 1182 noemden ze zich naar de burcht Honstein. Het gebied breidde zich sterk uit tussen Wipper en Oberharz. In 1238 werd het noordelijk deel van het graafschap Klettenberg verworven en in 1253 en 1267 de rest van dit graafschap met de burcht Klettenberg en het dorp Ellrich.
Ook ten koste van het graafschap Schwarzburg breidde het bezit zich uit. In 1259 werd de helft Kirchberg en Großenehrich verworven. In 1303 kregen de graven gemeenschappelijk het graafschap Stolberg, Roßla en Uftrungen in handen.
In 1315 verdeelden twee kleinzoons van graaf Hendrik II (overleden in 1249) de bezittingen:
- Hendrik IV krijgt Hohnstein en Klettenberg (uitgestorven in 1593)
- Hendrik V krijgt Sondershausen (uitgestorven in 1356)

Na het uitsterven van de tak in Sonderhausen viel hun bezit op grond van een erfverbroedering aan het graafschap Schwarzburg.
Toen in 1330 Heringen werd verworven, werd daar direct een nieuwe tak gesticht. De laatste graaf van Hohnstein-Heringen verkocht Heringen omstreeks 1410 aan het graafschap Stolberg.
Toen omstreeks 1400 Kelbra werd verworven, verhuisde de nevenlinie Hohnstein-Rothenburg naar Kelbra. In 1431 werd Kelbra tegen Heldrungen en Wiehe geruild met Schwarzburg en Stolberg. In 1479 werd Heldrungen verkocht aan het graafschap Mansfeld. De tak stierf in 1569 uit.
Na het uitsterven van de hoofdtak Hohnstein-Klettenberg in 1593 ontstond er een strijd tussen Brunswijk-Lüneburg, het prinsbisdom Halberstadt en de graven van Stolberg.
- Schwarzburg kreeg 1/3 van Allerburg
- Brunswijk-Wolfenbüttel kreeg Klettenburg met Ellrich
- Brunswijk-Grubenhagen kreeg Schwarzfels en Lauterburg
- Brunswijk kreeg Sankt Andreasberg
- Stolberg kreeg Hohnstein (ook graafschap genoemd)

In 1608 werd het verdrag van Nordhausen gesloten tussen het keurvorstendom Saksen en het hertogdom Brunswijk. het wea een vergelijk over de landshoogheid. In 1612 bezette Brunswijk de Allerburg ten koste van Schwarzburg.
Tijdens de Dertigjarige Oorlog is de geschiedenis chaotisch. Van 1628 tot 1632 verpandde keizer Ferdinand II het graafschap aan rijksvrijheer Christof Simon van Thun. In 1632 kwam Brunswijk-Wolfenbüttel in het bezit van het graafschap, maar dit land verliest direct weer een deel van het gebied aan Halberstadt (onder andere de helft van Beneckenstein). Van 1635 tot 1636 regeerde Christof II vAn Stolberg en van 1636 tot 1648 Willem II van Metternich.
In paragraaf 2 van artikel 11 van de Vrede van Osnabrück van 1648 werd vastgelegd dat het graafschap Hohnstein als leen van het bisdom Halberstadt en bestaande uit de heerlijkheden of ambten Lohra en Klettenberg met enige steden ingelijfd blijven bij het bisdom Halberstadt.
Hiermee had het keurvorstendom Brandenburg als rechtsopvolger van Halberstadt het grootste deel van het graafschap verworven. Daarnaast waren er kleinere gebieden in handen van Brunswijk (later keurvorstendom Hannover), Stolberg-Stolberg en Stolberg-Wernigerode.
Het gebruik van de naam graafschap Hohnstein was vervolgens niet eenduidig. Brandenburg duidde zijn bezit Lohra-Klettenberg aan met graafschap Hohnstein, maar de andere erfgenamen noemden dit gebied het zogenaamde graafschap Hohnstein.
In 1676 verwierf Brandenburg 1/4 Benneckenstein van Schwarzburg-Sondershausen en in 1741 1/4 Benneckenstein van Schwarzburg-Rudolstadt.
van 1807 tot 1813/15 maakte het gebied deel uit van het koninkrijk Westfalen. Ten gevolge van het Congres van Wenen moest Schwarzburg in 1816 Allerburg en Großbodungen aan Pruisen afstaan.
Pas na de annexatie in 1866 van het koninkrijk Hannover door Pruisen kwamen alle delen van het voormalige graafschap weer onder één staat. In 1945 werd Sachsa door de Kreis Hohnstein (Sachsen-Anhalt) aan de Kreis Osterode (Nieder-Sachsen) overgedragen, zodat er zowel delen van het voormalige graafschap in de Bondsrepubliek als in de DDR kwamen te liggen.